# Валя-луй-Алб
Валя-луй-Алб (рум. Valea lui Alb) — село у повіті Олт в Румунії. Входить до складу комуни Вултурешть.
Село розташоване на відстані 144 км на захід від Бухареста, 31 км на північ від Слатіни, 58 км на північний схід від Крайови, 146 км на південний захід від Брашова.

## Населення
За даними перепису населення 2002 року у селі проживали 733 особи, усі — румуни. Усі жителі села рідною мовою назвали румунську.